# André Morell
André Morell (født 20. august 1909, død 28. november 1978) var en engelsk skuespiller. Han var blandt andet kendt som Dr. Watson i Terence Fishers Hammer-film Baskervilles hund (1959).